# 코마지로
요괴워치의 등장인물인 코마지로(일본어: コマじろう, 한국명: 황멍이, 성우: 엔도 아야/방연지)는 시골 요괴로 코마상(백멍이)의 동생. 코마상과 함께 코마이누(狛犬)의 모티브이다. 시골이 자신에게 맞지 않아 형인 코마상을 따라 도시로 왔다. 형인 코마상/백멍이에 비해 조금 더 성숙한 면모를 보여준다. 코마지로의 지로(次郎·二郎)는 둘째 아들이라는 뜻을 가진 "차남(次男)'의 일본식 한자표현이다. 그 밖의 특징은 상위항목에 있는 코마상/백멍이와 같다. 진화시 호랑견으로 진화한다.